# Club Mariscal Braun
Club Mariscal Braun is een Boliviaanse voetbalclub uit La Paz.
De club werd opgericht op 25 augustus 1952 en speelde van 2000 tot 2002 in de hoogste Boliviaanse competitie, de Liga de Fútbol Profesional Boliviano. De thuishaven is het Estadio Hernando Siles met een capaciteit van 42.000 toegangsplaatsen.

## Erelijst

##### Professioneel tijdperk
- Copa Simon Bolivar

Finalist: 1999

## Bekende (oud-)spelers
- Joaquín Botero
- Eduardo Jiguchi